# Lars-Gunnar Pettersson
Lars-Gunnar Pettersson (* 8. April 1960 in Luleå) ist ein ehemaliger schwedischer Eishockeyspieler.

## Karriere
Lars-Gunnar Pettersson begann seine Karriere als Eishockeyspieler in seiner Heimatstadt in der Nachwuchsabteilung von IFK Luleå, für dessen Profimannschaft er in der Saison 1976/77 sein Debüt in der zweitklassigen Division 1 gab. Die Eishockeyabteilung des IFK Luleå spaltete sich anschließend vom Verein ab und der Angreifer lief bis 1980 für das Nachfolgeteam Groko Hockey bzw. Luleå HF in der Division 1 auf. Zur Saison 1980/81 wechselte er zu IF Björklöven aus der Elitserien. Mit der Mannschaft gewann er in der Saison 1986/87 den schwedischen Meistertitel. Er selbst hatte als bester Torschütze der Elitserien großen Anteil an diesem Erfolg. Zur Saison 1987/88 kehrte der Linksschütze innerhalb der Elitserien zum Luleå HF zurück. Dort konnte er ebenfalls überzeugen und war in der Saison 1988/89 nicht nur bester Torschütze der Elitserien, sondern auch deren Topscorer. Im Anschluss an die Saison 1993/94 beendete seine Karriere beim Luleå HF im Alter von 34 Jahren.

### International
Für Schweden nahm Pettersson im Juniorenbereich an der U18-Junioren-Europameisterschaft 1978 sowie der U20-Junioren-Weltmeisterschaft 1980 teil. Bei den Turnieren gewann er mit seiner Mannschaft jeweils die Bronzemedaille.
Im Seniorenbereich stand er im Aufgebot seines Landes bei den Weltmeisterschaften 1985, 1986 und 1987. Zudem trat er für Schweden 1987 beim Canada Cup sowie bei den Olympischen Winterspielen 1988 in Calgary an. Bei der WM 1986 gewann er mit seiner Mannschaft die Silber-, bei der WM 1987 die Goldmedaille. Bei den Winterspielen 1988 erreichte er mit Schweden zudem die Bronzemedaille.

## Erfolge und Auszeichnungen
- 1987 Schwedischer Meister mit IF Björklöven
- 1987 Bester Torschütze der Elitserien
- 1989 Topscorer der Elitserien
- 1989 Bester Torschütze der Elitserien

### International
- 1978 Bronzemedaille bei der U18-Junioren-Europameisterschaft
- 1980 Bronzemedaille bei der U20-Junioren-Weltmeisterschaft
- 1986 Silbermedaille bei der Weltmeisterschaft
- 1987 Goldmedaille bei der Weltmeisterschaft
- 1988 Bronzemedaille bei den Olympischen Winterspielen